# Achille Marie Joseph Glorieux
Achille Marie Joseph Glorieux (* 2. April 1910 in Roubaix; † 27. September 1999 in Lille) war ein französischer Geistlicher, römisch-katholischer Erzbischof und Diplomat des Heiligen Stuhls.

## Leben
Der Erzbischof von Paris, Jean Kardinal Verdier PSS, weihte Achille Glorieux in der Pariser Kirche Saint-Sulpice am 23. Dezember 1933 zum Diakon und am 29. Juni 1934 zum Priester des Bistums Lille.
Während der Vorbereitung des Zweiten Vatikanischen Konzils und während des Konzils selbst war Achille Glorieux der Sekretär der Konzilskommission für das Laienapostolat.
Papst Paul VI. ernannte ihn 1966 zum Sekretär des Päpstlichen Rates für die Laien. Der Papst ernannte ihn am 19. September 1969 zum Titularerzbischof von Beverlacum und Apostolischen Pro-Nuntius in Syrien. Die Bischofsweihe spendete ihm Kardinalstaatssekretär Jean-Marie Villot am 9. November desselben Jahres in der Kirche Santissima Trinità dei Monti; Mitkonsekratoren waren der Vizepräsident des Päpstlichen Rates für die Laien, Alberto Castelli, und der Bischof von Lille, Adrien-Edmond-Maurice Gand.
Am 3. August 1973 wurde er zum Apostolischen Pro-Nuntius in Ägypten ernannt. Von diesem Amt trat er 1984 zurück.